# Casa Raimon Mas
La Casa Raimon Mas és una obra noucentista de Gelida (Alt Penedès) protegida com a Bé Cultural d'Interès Local.

## Descripció
Edifici entre mitgeres de pisos de lloguer, compost de soterrani, planta baixa i un pis, sota coberta de teula àrab. Hi ha dos habitatges per cada pis. La façana, de composició simètrica, presenta com a única motius ornamentals els elements de ceràmica negra de resseguiment de les obertures. L'estil arquitectònic emprat és el noucentisme.